# Гричук, Василий Павлович
Василий Павлович Гричук (1915—?) — гвардии старшина, участник Великой Отечественной войны, Герой Советского Союза (1943), лишён всех званий и наград в связи с осуждением.

## Биография
Василий Гричук родился в 1915 году. По национальности украинец. До призыва в Рабоче-крестьянскую Красную Армию проживал в селе Черевки Лозовского (ныне — Миргородского) района Полтавской области. В 1939 году был призван в армию Артёмовским районным военным комиссариатом Сталинской (ныне — Донецкой) области.
С первых дней Великой Отечественной войны на фронте. Принимал участие в боях на Западном, Юго-Западном, Воронежском, Степном, 2-м и 3-м Украинских, 1-м Белорусском фронтах в составе 160-й стрелковой дивизии (18 апреля 1943 года переформированной в 89-ю гвардейскую), в артиллерийском полку.
В июне 1942 года, во время наступления немецких войск на Воронежском направлении, дивизия Гричука отходила с боями. Гричук, прикрывая отход своей артиллерийской батареи на новые рубежи, открыл огонь по немецкой пехоте, уничтожив более 120 солдат противника. Получил ранение, но не ушёл от орудия. За этот бой он был награждён медалью «За отвагу».
Участвовал в боях на реке Дон в районе Воронежа, а затем в Острогожско-Россошанской и Харьковской операциях. В марте 1943 года под Харьковом вновь был ранен.
К июлю 1943 года гвардии сержант Гричук был командиром орудия 5-й батарей 196-го гвардейского артиллерийского полка. Он отличился в боях за Белгород и при форсировании Днепра и захвате и удержании плацдарма на его правом берегу.
23 июля 1943 года при штурме Белгорода Гричук огнём своего орудия уничтожил 2 артиллерийских орудия, 3 миномёта, 8 пулемётов и 40 немецких солдат, за что вновь был награждён медалью «За отвагу».
30 сентября 1943 года в окрестностях села Келеберда Кременчугского района Полтавской области Гричук под вражеским огнём переправил своё орудие на понтоне на правый берег Днепра, и, переведя его на прямую наводку, открыл огонь по немецким позициям. Были уничтожены 4 миномёта, 3 пулемёта и около 60 вражеских солдат. Гричук был награждён орденом Отечественной войны I степени за этот бой.
1 октября 1943 года, во время контратаки противника, расчёт Гричука уничтожил танк, 4 пулемёта и около 70 немецких солдат, а 16 октября, во время боя за расширение плацдарма, уничтожил 2 танка, 2 пулемёта и около 80 немецких солдат.
20 декабря 1943 года Указом Президиума Верховного Совета СССР за «мужество и героизм, проявленные при форсировании Днепра и удержании плацдарма на его правом берегу» гвардии сержант Василий Гричук был удостоен высокого звания Героя Советского Союза с вручением ордена Ленина и медали «Золотая Звезда» за номером 1456.
После форсирования Днепра Гричук принимал участие в Бугско-Днестровской операции, где был тяжело ранен. Ещё одно ранение он получил во время освобождения Кишинёва во время Ясско-Кишинёвской операции. 14 января 1945 года он принял участие в освобождении Варшавы, затем в боях на реках Пилица и Одер. За отличие в этих боях он был награждён орденом Красной Звезды. В апреле-мае 1945 года участвовал в штурме Берлина.
После войны Гричук продолжил службу в Берлинском гарнизоне в составе группы советских войск в Германии. В 1947 году при его участии было совершено убийство двух гражданских лиц, за что он был осуждён к длительному лишению свободы. Указом Президиума Верховного Совета СССР 23 октября 1947 года он был лишён всех званий и наград.
Дальнейшая судьба Василия Гричука неизвестна.